# Teva Pharmaceutical Industries
A TEVA Pharmaceutical Industries Ltd. a világ legnagyobb generikus gyógyszergyártó vállalata. A vállalat részvényeivel a New York-i tőzsdén (NYSE), illetve az Izraeli Értéktőzsdén kereskednek.

## Története
A TEVA története 1901-ig nyúlik vissza. Palesztinában, Jeruzsálemben alapították, a TEVA székhelye Petah Tikvában található.

### Története Magyarországon
Magyarországon 1912-ben megalapították a Debreceni Gyógyszergyárat, amely a világháború alatt hadi üzemként is működött. Majd 1952-ben egyesült a Debreceni Gyógyszergyár a Hajdúsági Gyógyszergyárral. Nem sokkal később 1960-ban összevonták a Rex üzemet (névadója Rex Ferenc, a debreceni gyógyszeripar és gyógyáru-nagykereskedés úttörője) és a Hajdúsági Gyógyszergyárat, ezzel megszületett a Biogal Gyógyszergyár Rt.
1960–1995 között a Biogal Gyógyszergyár Rt. fő profilja a penamecillin (Maripen) gyártás volt.
Az izraeli TEVA Pharmaceutical Industries Ltd. 1995-ben a Biogal Gyógyszergyár Rt., 2000-ben gödöllői Human Oltóanyagtermelő és Gyógyszergyártó Rt. részvényeit felvásárolta. 2004-ben a cég nevét TEVA Gyógyszergyárra változtatták.
A TEVA Gyógyszergyár Zrt. székhelye Debrecen, továbbá Sajóbábonyban rendelkezik egy fermentáló üzemmel és Budapesten egy irodával. A gödöllői gyárat 2018-ban bezárták.
A Coface CEE Top 500 rangsor szerint 2021-ben Magyarország 64. és Közép- és Kelet-Európa 500. legnagyobb forgalmú vállalata. 2022-ben nem szerepelt az 500-as listán.
2024. decemberben a Teva gyógyszergyár több vállalatát is értékesítette köztük az olasz, cseh, magyar, indiai gyártását. A továbbiakban már egy teljesen független vállalatként Technology & API Service azaz TAPI néven működnek tovább ezekben az országokban. A Teva ezzel a lépéssel leépítette megvált az alapanyaggyártó és részlegétől ezen országokban csak gyógyszerkereskedelmi és import tevékenységet folytatnak a jövőben.
2025. május a Debrecenben és Sajóbábonyban működő üzemek új tulajdonosa a TAPI Hungary Industries Kft. mely a jövőben CDMO azaz bérgyártási tevékenységet folytat az üzemekben. 

## Logó

Teva Pharmaceutical Industries Ltd. régi logója

A TEVA Pharmaceutical Industries Ltd.-nek 2018-tól új logója van.